# Karasumi
Karasumi (鱲子 eller カラスミ) er en japansk specialitet fra området omkring Nagasaki. Den er en af de tre mest berømt japanske delikatesser (Nippon sandai chinmi) sammen med uni (søpindsvineæg) og konowata (saltede søpølseindvolde).
Karasumi fremstilles af multerogn, der saltes og tørres i solen. Det er en dyr delikatesse, som der ofte drikkes sake til. Den serveres også som en del af kaiseki.
Navnet skal komme fra ligheden med en blok sumi, sort tusch, der blev importeret fra Kina (kara) og brugt til at skrive shodou, japansk kalligrafi, med. Ikke desto mindre har lyse karasumi-blokke den bedste kvalitet.
Multerogn spises også på den italienske ø Sardinien (bottarga) og på Taiwan i byen Donggang.